# Corveissiat
Corveissiat è un comune francese di 598 abitanti situato nel dipartimento dell'Ain della regione dell'Alvernia-Rodano-Alpi. Il comune ha assorbito quello di Saint-Maurice-d'Échazeaux nel 1943 e quello di Arnans nel 1964.

## Società

### Evoluzione demografica
Abitanti censiti